# Diecéze Aguascalientes
Diecéze Aguascalientes je diecéze římskokatolické církve, nacházející se v Mexiku.

## Území
Diecéze zahrnuje federální stát Aguascalientes, města Ojuelos de Jalisco, Villa Hidalgo, Teocaltiche, Encarnación de Díaz, Lagos de Moreno, Loreto, Villa García a Pinos.
Biskupským sídlem je město Aguascalientes, kde se také nachází hlavní chrám – Katedrála Nanebevzetí Panny Marie.
Rozděluje se do 109 farností, a to na 11 200 km². K roku 2015 měla 1 687 045 věřících, 270 diecézních kněží, 40 řeholních kněží, 1 trvalého jáhna, 58 řeholníků a 675 řeholnic.

## Historie
Diecéze byla zřízena 27. srpna 1899 bulou Apostolica Sedes papeže Lva XIII., a to z části území arcidiecéze Guadalajara.

## Seznam biskupů
- José María de Jesús Portugal y Serratos, O.F.M. (1902–1912)
- Ignacio Valdespino y Díaz (1913–1928)
- José de Jesús López y González (1929–1950)
- Salvador Quezada Limón (1951–1984)
- Rafael Muñoz Núñez (1984–1998)
- Ramón Godínez Flores (1998–2007)
  - José Guadalupe Martín Rábago (2007–2008) (apoštolský administrátor)
- José María de la Torre Martín (od 2008)